# Consejo Supremo de Antigüedades

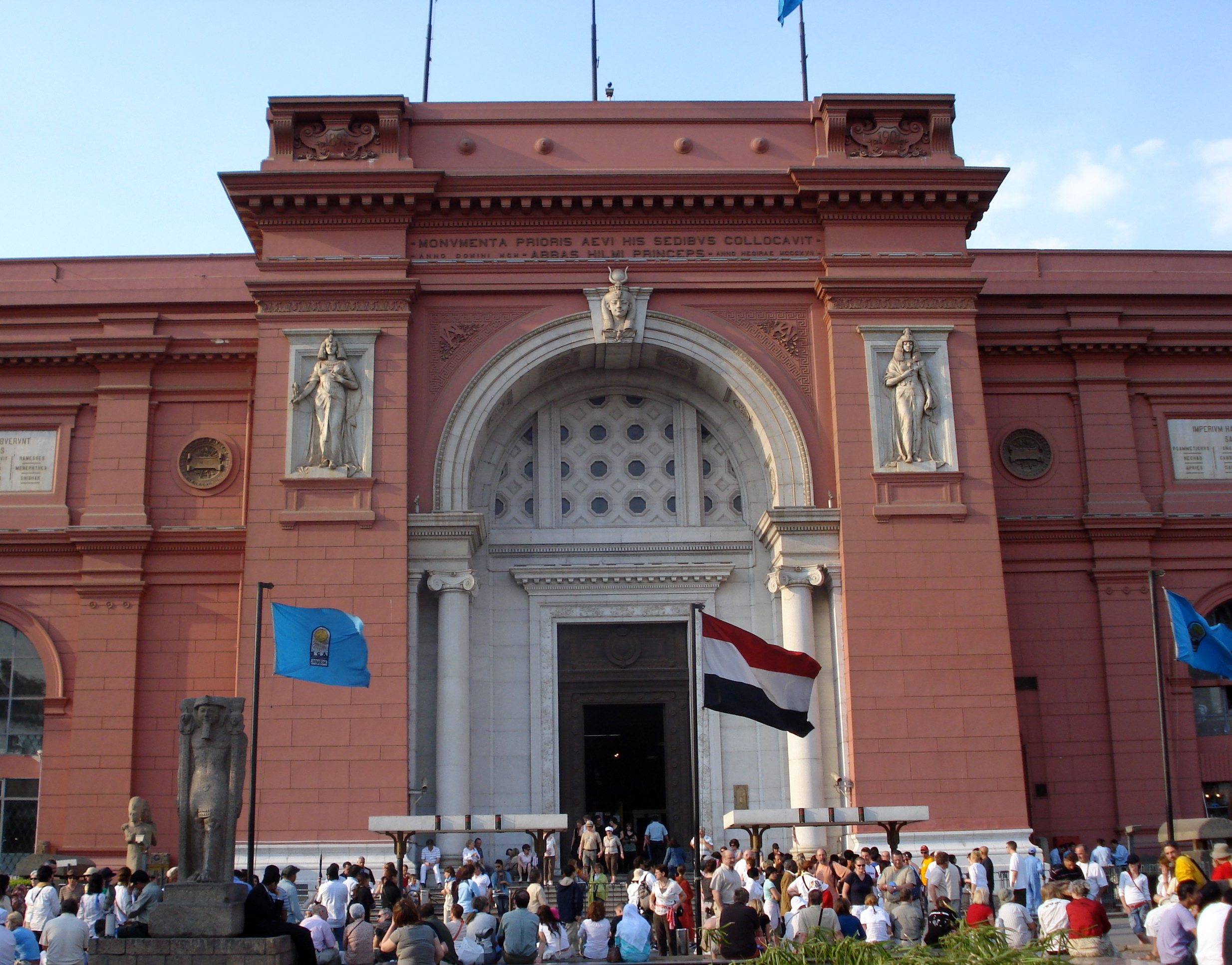
Entrada principal del Museo Egipcio de El Cairo, donde se puede observar la bandera del Consejo Supremo de Antigüedades a ambos lados de la nacional egipcia.

El Consejo Supremo de Antigüedades (CSA) fue el órgano del Ministerio de Cultura de Egipto responsable de la conservación, protección y regulación de todas las antigüedades y las excavaciones arqueológicas en el país. Fundado en 1859 como Departamento de Antigüedades, el Consejo adquirió su denominación actual en 1994 por decreto presidencial y finalmente, cambió su denominación y se convirtió en un ministerio independiente en enero de 2011, llamado Ministerio de Antigüedades, cuyo primer cargo ministerial fue desempeñado por Zahi Hawass, que previamente había liderado el Consejo desde 2002.
El Consejo era responsable de definir los límites en torno a los yacimientos arqueológicos y también era el único agente autorizado para restaurar o preservar los monumentos de Egipto. Los arqueólogos extranjeros que trabajan en Egipto estaban obligados a informar al Consejo de todos los descubrimientos y hallazgos que hicieran antes de su publicación, una regla que ha dado lugar a la expulsión de algunos arqueólogos del país. El Consejo también supervisa la recuperación de antigüedades robadas o exportadas ilegalmente de Egipto, y entre 2002 y 2008 consiguió recuperar 3.000 piezas. Se encontraba envuelto en una disputa con el Neues Museum de Berlín sobre el busto de Nefertiti, que el Consejo afirmaba haber sido sacado del país bajo engaño. Con anterioridad el Consejo solicitó la devolución de la piedra de Rosetta del Museo Británico y el zodiaco de Dendera del museo del Louvre.
La entidad se regía por un Consejo de Administración que estuvo encabezado los últimos años por la entonces Ministra de Cultura, Farouk Hosny, y un Secretario General. La sede de la SCA se encontraba en el distrito de Zamalek en El Cairo.

## Directores sucesivos
Department of Antiquities
Director:
- 1858-1880: François Auguste Ferdinand Mariette, creador del servicio.
- 1881-1886: Gaston Maspero
- 1886-1892: Eugène Grébaut

Service des antiquités de l'Égypte
Director:
- 1892-1897: Jacques de Morgan
- 1897-1899: Victor Loret
- 1899-1914: Gaston Maspero (segunda vez)
- 1914-1936: Pierre Lacau
- 1936-1952: Étienne Drioton
- 1953-1956: Mostafa Amer
- 1956-1957: Abbas Bayoumi
- 1957-1959: Moharram Kamal
- 1959: Abd el-Fattah Hilmy
- 1960-1964: Mohammed Anwar Shoukry
- 1964-1966: Mohammed Mahdi
- 1967-1971: Gamal Mokhtar

Egyptian Antiquities Organization
Director:
- 1971-1977: Gamal Mokhtar
- 1977-1978: Mohammed Abd el-Qader Mohammed
- 1978-1981: Shehata Adam
- 1981: Fuad el-Oraby
- 1982-1988: Ahmed Khadry
- 1988: Mohammed Abdel Halim Nur el-Din
- 1989-1990: Sayed Tawfik
- 1990-1993: Mohammed Ibrahim Bakr

Supreme Council of Antiquities
Secretario General:
- 1993-1996: Mohammed Abdel Halim Nur el-Din
- 1996-1997: Ali Hassan
- 1997-2002: Gaballa Ali Gaballa
- 2002-2011: Zahi Hawass

Ministry of State of Antiquities
Ministro de estado:
- 2011-2011: Mohamed Abdel Fattah[8]
- 2011-2013:  Moustapha Amine[9]
- 2013-2014: Ahmed Issa[10]
- 2014-2016: Mamdouh Mohamed Eldamaty[11]
- 2016: Khaled El-Anany